# Skolstaden

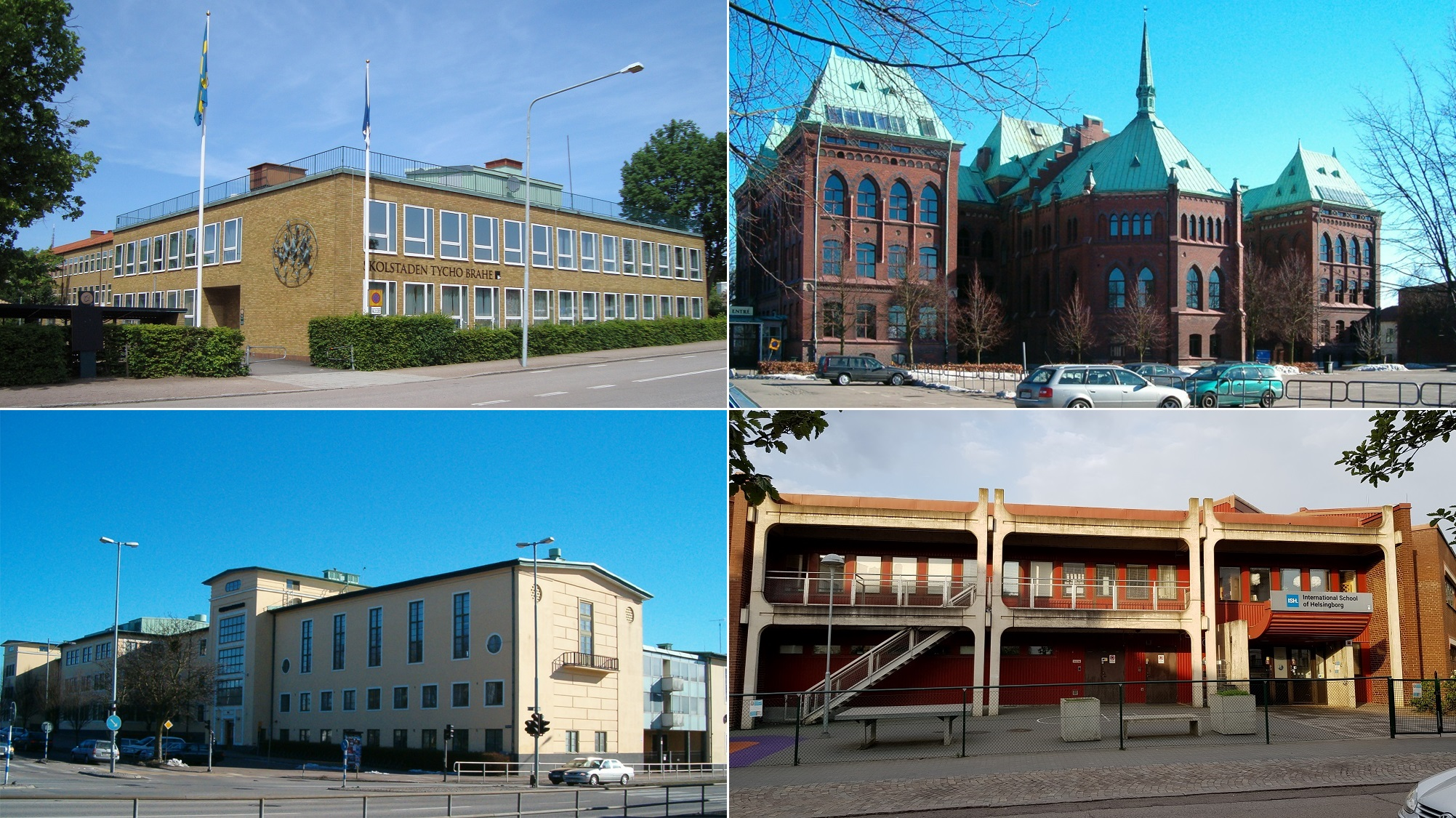
Skolorna i Skolstaden. Överst, från vänster: Tycho Braheskolan, Nicolaiskolan, Olympiaskolan och International School of Helsingborg (tidigare Petri gymnasieskola).

Skolstaden - Helsingborgs gymnasiecampus var ett skolområde i stadsdelen Olympia i Helsingborg, som utgjordes av ett antal kommunala gymnasieskolor. De tidigare skolorna, som efter etableringen av skolstaden benämndes enheter, var Tycho Braheskolan, Nicolaiskolan, Olympiaskolan och International School of Helsingborg (tidigare ingick istället Petri gymnasieskola). Skolstaden var en av Sveriges största gymnasieskolor med cirka 3 000 elever. Skolstaden startade under sommaren 2005 och upphörde 2013, där verksamheten överfördes till de skolor som ingick däri.

## Campusområdet
Skolstaden hade fyra bibliotek/mediatek, kaféer och ett campusområde som band samman Skolstadens samtliga byggnader.

## Internationellt
I Skolstaden pågick olika internationaliseringsprojekt och studiebesök gjordes till andra länder, exempelvis Uganda, Frankrike, Irland och Norge. Det pågick även ett samarbete mellan svenska skolor i Paris och London samt Skandinaviska skolan i Madrid.[källa behövs]